# Lecanora iseana
Lecanora iseana är en svampart som beskrevs av Räsänen. Lecanora iseana ingår i släktet Lecanora,  och familjen Lecanoraceae.  Arten har inte påträffats i Sverige. Inga underarter finns listade.